# Modúbar de la Emparedada
Modúbar de la Emparedada est une commune d'Espagne dans la communauté autonome de Castille-et-León, province de Burgos. Elle s'étend sur 11,75 km2 et comptait environ 582 habitants en 2011.